# تحلیل‌گر سیستم
تحلیل‌گر سیستم، (به انگلیسی: System Analyst) یک تحلیل‌گر کسب‌وکار در فناوری اطلاعات است، کسی که بیشتر تمرکز او بر روی طراحی سیستم و جنبه های فنی راه حل ارائه شده برای نیازمندی‌های کسب‌وکار میباشد.
نقش تحلیلگر سیستم اساساً بر روی راه‌حل‌های سیستمی متمرکز بوده و در ایجاد مشخصه های فنی و عملیاتی لازم در راه حل ارائه شده فعال میباشد. این متخصص هنگامی‌که نیازمندی‌ها به‌طور شفاف تعریف میشود، راه حل های عملیاتی مناسب را ایجاد و با همکاری با بخش فنی (معماران، طراحان و پیاده‌سازان) اقدام به ایجاد مشخصه های فنی لازم در راه حل ارائه شده برای نیازمندیها می‌نماید.
تحلیلگر سیستم، توسعه سیستم اطلاعاتی و برنامه‌های کاربردی را تسهیل می‌کند و با کلیه ذینفعان سیستم اطلاعاتی در تعامل می‌باشد. تحلیلگر سیستم در تعامل با مالکان و کاربران سیستم، به شناسایی و تایید نیازها و مسائل کسب و کار می‌پردازد. وی در تعامل با طراحان و سازندگان، اطمینان حاصل می‌کند که راهکارهای فنی ارائه شده، نیازهای کسب‌وکار را برآورده می‌سازد.